# Arcellinida
Ordre
Synonymes
- Testacealobosea[1]
- Testacealobosia De Saedeleer, 1934[1]
- Testaceolobosia

Classification NCBI
Les Arcellinida sont un ordre d'amibozoaires de la classe des Tubulinea.

## Systématique
Cet ordre comprend toutes les amibes testacées ayant des pseudopodes lobés. Il s'agit du plus grand groupe d'amibes testacées avec plus de 650 espèces. Leur taxonomie est en constante évolution. Elles ont un large éventail de formes de tests composés de différents matériaux, ce qui fut le critère principal de leur classification. En 2000, Meisterfeld les a organisés en trois sous-ordres : Arcellina, Difflugina et Phryganellina. De récentes recherches moléculaires ont remis en cause le système et les positions de nombreux genres et espèces, démontrant les limites de l'utilisation des caractéristiques du test comme unique critère de classification.

## Description
Les Arcellinida se distinguent des autres amibes par la présence d'une thèque. En effet, leur cellule est recouverte d'un test extracellulaire organique ou minéral dur ou très rigide constitué soit d'éléments auto-sécrétés (calcaires, siliceux ou chitinoïdes), soit d'une structure chitinoïde en feuille, soit de particules organiques ou minérales recyclées liées entre elles, avec une unique ouverture.

## Liste des familles
Selon IRMNG (22 janvier 2025) :
- Arcellidae Ehrenberg, 1843
- Bipseudostomatidae Snegovaya & Alekperov, 2005
- Centropyxidae Jung, 1942
- Cryptodifflugiidae Jung, 1942
- Cylindriflugiidae González-Miguéns et al., 2022
- Difflugiidae Wallich, 1864
- Distomatopyxidae Bonnet, 1970
- Heleoperidae Jung, 1942
- Hyalospheniidae Schulze, 1877
- Lamtopyxidae Bonnet, 1974
- Lesquereusiidae Jung, 1942
- Microchlamyiidae Ogden, 1985
- Microcoryciidae de Saedeleer, 1934
- Nebelidae Taranek, 1882
- Netzeliidae Kosakyan, Lara, Gomaa & Lahr in Kosakyan et al., 2016
- Paraquadrulidae Deflandre, 1953
- Phryganellidae  Jung, 1942
- Plagiopyxidae Bonnet & Thomas, 1960
- Shamkiriidae Snegovaya & Alekperov, 2005
- Trigonopyxidae Loeblich & Tappan, 1964

Selon The Taxonomicon (22 janvier 2025) :
- Arcellidae Ehrenberg, 1843
- Centropyxidae Jung, 1942
- Cryptodifflugiidae Jung, 1942
- Difflugiidae  Wallich, 1864
- Distomatopyxidae Bonnet, 1970
- Echinamoebidae Page, 1975
- Heleoperidae Jung, 1942
- Hyalospheniidae Schultze, 1877
- Lamtopyxidae Bonnet, 1974
- Lesquereusiidae Jung, 1942
- Microchlamyiidae Ogden, 1985
- Microcoryciidae de Saedeleer, 1934
- Nebelidae Taranek, 1882
- Nolandellidae Cavalier-Smith, 2011
- Paraquadrulidae Deflandre, 1953
- Phryganellidae Jung, 1942
- Plagiopyxidae Bonnet & Thomas, 1960
- Trigonopyxidae Loeblich & Tappan, 1964
- Vermamoebidae Cavalier-Smith & Smirnov, 2011

Sous-ordres et des familles, selon World Register of Marine Species (4 janvier 2025) :
- Arcellina Haeckel, 1894
  - Arcellidae
  - Microchlamyiidae
- Difflugina Meisterfeld, 2002
  - Centropyxidae
  - Difflugiidae
  - Hyalospheniidae
  - Lesquereusiidae
  - Trigonopyxidae
- Phryganellina Bovee, 1985
  - Cryptodifflugiidae
  - Phryganellidae

## Publication originale
- (en) W.S. Kent, A manual of the Infusoria; including a description of all known flagellate, ciliate and tentaculiferous Protozoa, British and foreign, and an account of the organisation and affinities of the sponges, vol. 1, London, David Bogue, 1880, I-X + 1-472 p. + 8 plates (lire en ligne [PDF]).